# Metilparaben
Metilparabenul (para-hidroxibenzoatul de metil) este un compus organic cu formula chimică HO-C6H4-CO-O-CH3. Este esterul metilic al acidului para-hidroxibenzoic, fiind un membru al clasei parabenilor.

## Utilizări
Este utilizat pe post de conservant fungicid, ca aditiv alimentar, având numărul E E218. Sarea sa sodică, para-hidroxibenzoatul de metil sodic, are proprietăți similare și are numărul E219.

Sarea sodică a metilparabenului